# قواعد فاجانس

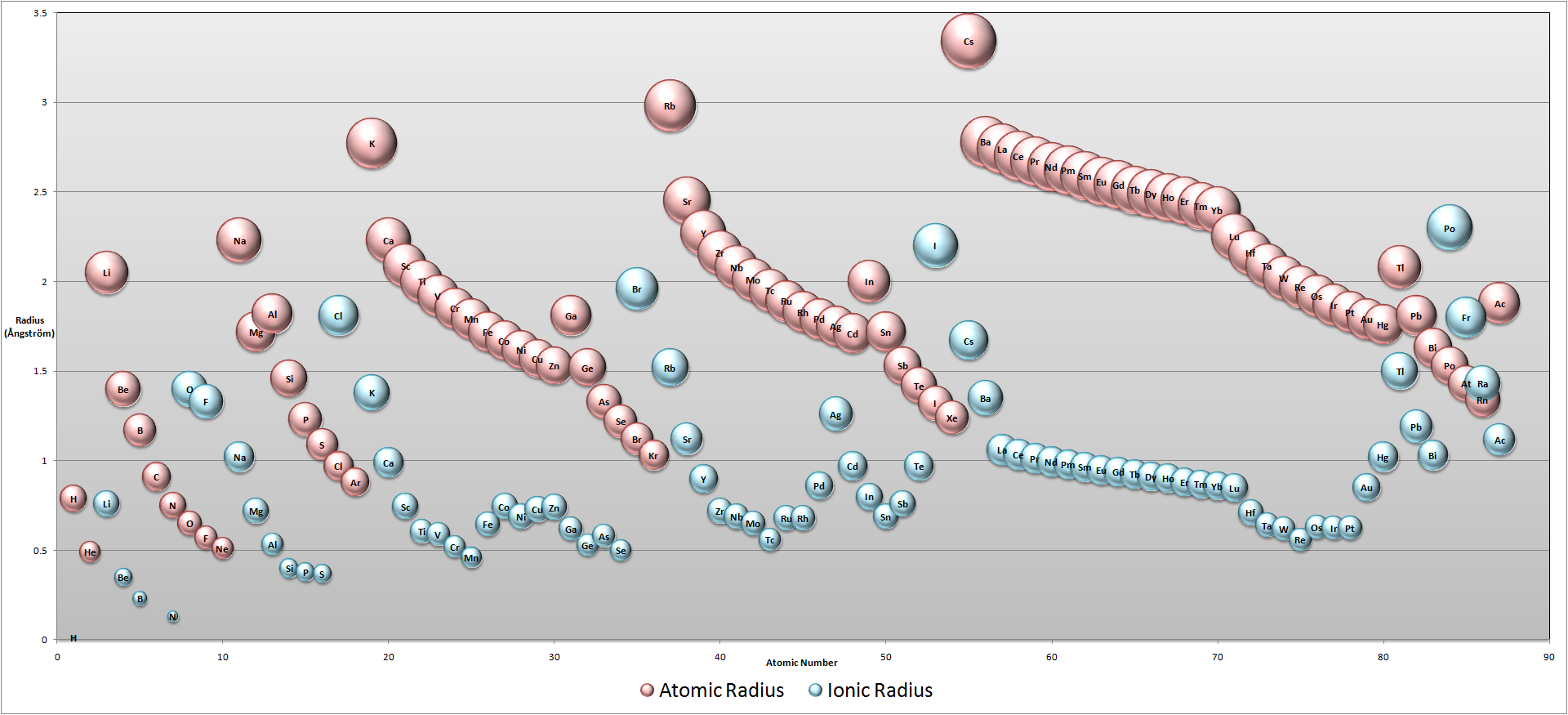
نمودار نشان دهنده رابطه شعاع اتمی و یونی است

در شیمی معدنی، از قوانین فاجانس، که توسط کازیمیرز فاجانس در سال ۱۹۲۳ مطرح شد، برای پیش بینی اینکه پیوند شیمیایی خاصیت کووالانسی داشته یا یونی، استفاده می‌شود. تشخیص این امر به بار کاتیون و اندازه‌های نسبی کاتیون و آنیون بستگی دارد. این قواعد را می‌توان در جدول زیر خلاصه کرد:
| یونی        | کووالانسی     |
| ----------- | ------------- |
| بار مثبت کم | بار مثبت زیاد |
| کاتیون بزرگ | کاتیون کوچک   |
| آنیون کوچک  | آنیون بزرگ    |